# Венес Аристарх Вікторович
Аристарх Вікторович Венес (народився 4 жовтня 1989, Москва, Російська РФСР, СРСР) — російський актор театру і кіно. Найбільш відомий ролями в серіалах «Кадети», «Кремлівські курсанти» та «Закон кам'яних джунглів» (ЗКД).

## Біографія
Син актора Віктора Венеса (нар.. 13 листопада 1962), випускника Ярославського державного театрального інституту. Онук грека Аристархоса Венеса, учасника Другої світової війни на боці антигітлерівської коаліції, який 1949 року емігрував до СРСР. Названий на честь дідуся.
У 15-річному віці закінчує школу екстерном і вступає на акторський факультет до Школи-студії МХАТ на курс Костянтина Райкіна, але через сімейні обставини залишає виш. У 2006—2007 роках виконав роль суворовця Сухомліна, одного з головних героїв серіалу «Кадетство», який транслювався російським телеканалом СТС. У телесеріалі «Кремлівські курсанти» (2009—2010) зіграв ту саму роль. Обидва серіали, присвячені життю майбутніх офіцерів, фокусувалися на житті кількох кадетів (потім курсантів), з гумором, але й гідно розповідаючи про події з їхнього життя.
У 2010 році вступає до Всеросійського державного інституту кінематографії імені С. А. Герасимова на режисерський факультет у майстерню Валерія Рубінчика та Сергія Соловйова. Цього ж року Аристарх Венес з'явився в одній із головних ролей у фільмі «Однокласники» режисера Сергія Соловйова. Фільм продовжує роздуми режисера про російську молодь, його героїв відрізняє нестандартний підхід до життя, схильність одночасно і до філософських міркувань і до прийняття спонтанних рішень, у них є гроші, але категорично немає почуття задоволеності. У період з 2011 до 2014 року Аристарх Венес знявся у кількох проєктах, зокрема, у 20-хвилинній короткометражці «Зуби на полицю» (2011).
У 2015 році на телеканалі ТНТ вийшов серіал «Закон кам'яних джунглів», у якому актор зіграв головну роль. У 2017 році вийшов другий сезон серіалу, який також привернув значну увагу та став приводом для кількох інтерв'ю.
У Венеса є сестра Марія, яка молодша за нього на 13 років. Зіграла у кількох фільмах, але акторкою ставати не планує.
Аристарх Венес відомий як відданий уболівальник московського футбольного клубу «Локомотив». Актор відвідує багато матчів клубу, у тому числі виїзні. 
2017 року став фігурантом бази «Миротворець» за незаконне відвідування Криму та участь у пропагандистських заходах окупаційної влади.

## Вибрана фільмографія
| Рік       |    | Назва                                         | Роль                                                                                      |    |
| --------- | -- | --------------------------------------------- | ----------------------------------------------------------------------------------------- | -- |
| 2004      | с  | Кадети                                        | Артем Котов                                                                               | ру |
| 2004      | с  | Операція «Колір нації»                        | Вадим                                                                                     | ру |
| 2006—2007 | с  | Кадетство                                     | суворовець Ілля Станіславович Сухомлін (Сухий)                                            | ру |
| 2007—2013 | с  | Татусеві доньки                               | Артем Брюкін, зірка серіалу «Моє перше кохання»; запрошений на випускний Маші (100 серія) | ру |
| 2009—2010 | с  | Кремлівські курсанти                          | Ілля Сухомлін                                                                             | ру |
| 2010      | ф  | Однокласники                                  | Степа                                                                                     | ру |
| 2011      | ф  | Тільки кохання                                | Рома Кольцов                                                                              | ру |
| 2011      | кф | Зуби на полицю                                | головний герой                                                                            | ру |
| 2011      | с  | Піраньї                                       | Деніс Капустін                                                                            | ру |
| 2013      | ф  | 12 місяців                                    | Квітень                                                                                   | ру |
| 2013      | ф  | Корпоратив                                    | Саша                                                                                      | ру |
| 2014      | с  | У Москві завжди сонячно                       | Стас                                                                                      | ру |
| 2014—2015 | с  | Анжеліка                                      | Леха Молчанов                                                                             | ру |
| 2015      | с  | Закон кам'яних джунглів                       | Тим                                                                                       | ру |
| 2016      | ф  | П'ятниця                                      | Гоша                                                                                      | ру |
| 2016      | ф  | Першекурсниця                                 | Роман                                                                                     | ру |
| 2017      | ф  | Закон кам'яних джунглів 2: Куди наводять мрії | Тим                                                                                       | ру |
| 2017      | ф  | Максимальний удар                             | Павло Чернов                                                                              | ру |
| 2017      | ф  | Графомафія                                    | син головного редактора                                                                   | ру |
| 2018      | ф  | За межею реальності                           | Ерік                                                                                      | ру |
| 2019      | с  | Документаліст. Мисливець за примарами         | Євгеній Морозов, режисер-документаліст                                                    | ру |
| 2020      | с  | Виворот                                       | Марк Дівін, оперуповноважений поліції                                                     | ру |
| 2020      | с  | Майстер                                       | Максим Єрьомін                                                                            | ру |

## Інтерв'ю
- Інтерв'ю порталу Woman Hit [Архівовано 28 жовтня 2021 у Wayback Machine.]
- Інтерв'ю порталу Теле. [Архівовано 20 липня 2019 у Wayback Machine.] ру [Архівовано 20 липня 2019 у Wayback Machine.]
- Інтерв'ю сайту Кінотеатр. [Архівовано 30 жовтня 2021 у Wayback Machine.] ру [Архівовано 30 жовтня 2021 у Wayback Machine.]
- Інтерв'ю журналу Космополітен [Архівовано 30 жовтня 2021 у Wayback Machine.] .
- Інтерв'ю журналу OK! [Архівовано 30 жовтня 2021 у Wayback Machine.]
- Інтерв'ю порталу StarHit [Архівовано 30 жовтня 2021 у Wayback Machine.]
- Інтерв'ю сайту Телепрограма [Архівовано 30 жовтня 2021 у Wayback Machine.] про. [Архівовано 30 жовтня 2021 у Wayback Machine.]
- Інтерв'ю інтернет-журналу Триколор ТБ Magazine [Архівовано 23 квітня 2019 у Wayback Machine.]
- Інтерв'ю порталу Elle girl [Архівовано 30 жовтня 2021 у Wayback Machine.]
- Інтерв'ю порталу Wday.ru [Архівовано 7 квітня 2022 у Wayback Machine.]
- Інтерв'ю журналу Співрозмовник [Архівовано 30 жовтня 2021 у Wayback Machine.]
- Інтерв'ю журналу Телетиждень [Архівовано 28 жовтня 2021 у Wayback Machine.]